# Église Saint-Valery de Veulettes-sur-Mer
Pour les articles homonymes, voir Église Saint-Valery.
L'église Saint-Valery de Veulettes-sur-Mer est une église, protégée des monuments historiques, située sur le territoire de la commune de Veulettes-sur-Mer, dans le département français de la Seine-Maritime, non loin de Dieppe.

## Historique
L'église  de Veulettes a été construite au XIIe siècle sous la maîtrise d'œuvre de moines de l'abbaye Saint-Ouen de Rouen, à qui le sire de Kanouville aurait fait don du site dès le Xe siècle. Sa construction s'est échelonnée du XIIe, XIIIe au XIXe siècle.
L'édifice a été classé monument historique en 1910.

## Caractéristiques

### Extérieur
L'église de Veulettes-sur-Mer est un bâtiment en pierre construit selon un plan basilical traditionnel.
Ce plan général en forme de la croix latine, laisse apparaître une nef centrale de quatre travées, un chœur avec abside à cinq pans. Les deux nefs collatérales ont absorbé ultérieurement les bras du transept. 
Un massif clocher quadrangulaire avec toiture en flèche recouverte d'ardoise domine la jonction de la nef et du chœur. Il a comme assise la dernière travée de la nef.

### Intérieur
L'intérieur de l'édifice est voûté d'ogives mais des arcs en plein cintre et de massives piliers ronds avec colonnes à chapiteau les soutiennent.
Le style est donc mixte : le fond de la nef est de conception romane, le chœur, daté du XIIe siècle, de configuration gothique.
Les vitraux du chœur sont modernes : celui du centre est dû à Louis Barillet, qui séjourna à Veulettes dans les années 1920, et les deux autres à ses amis Théo-Gérard Hansen et Jacques Le Chevallier.
Les nefs latérales ont été démolies entre 1740 et 1789. Quelques-uns des éléments prélevés étaient encore visibles au milieu du XXe siècle dans les soubassements de certaines maisons du village. Les nefs latérales actuelles, copies des anciennes, datent des années 1870 à 1905. Les travaux furent financés par les manifestations organisées par les curés de l'époque, l'abbé Bru (curé de 1877 à 1894) qui vendit aussi à cette fin les tableaux qu'il peignait - il en reste une trace au presbytère - , et l'abbé Jules Gayraud (curé de 1895 à 1912) qui fit de même pour les ouvrages de poésie qu'il écrivait et éditait.